# Накше-Рустам

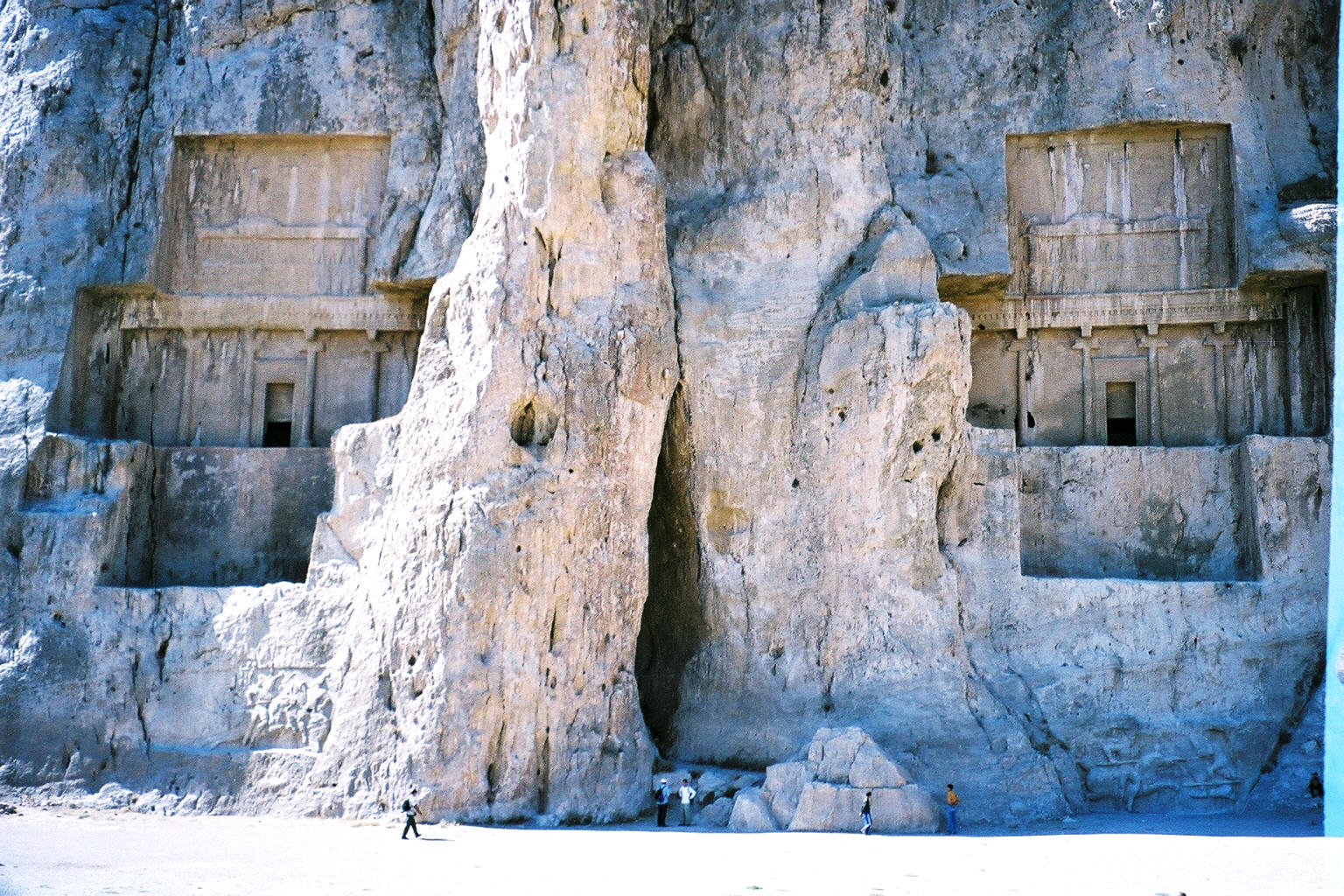
Третья и четвёртая гробницы Ахеменидов

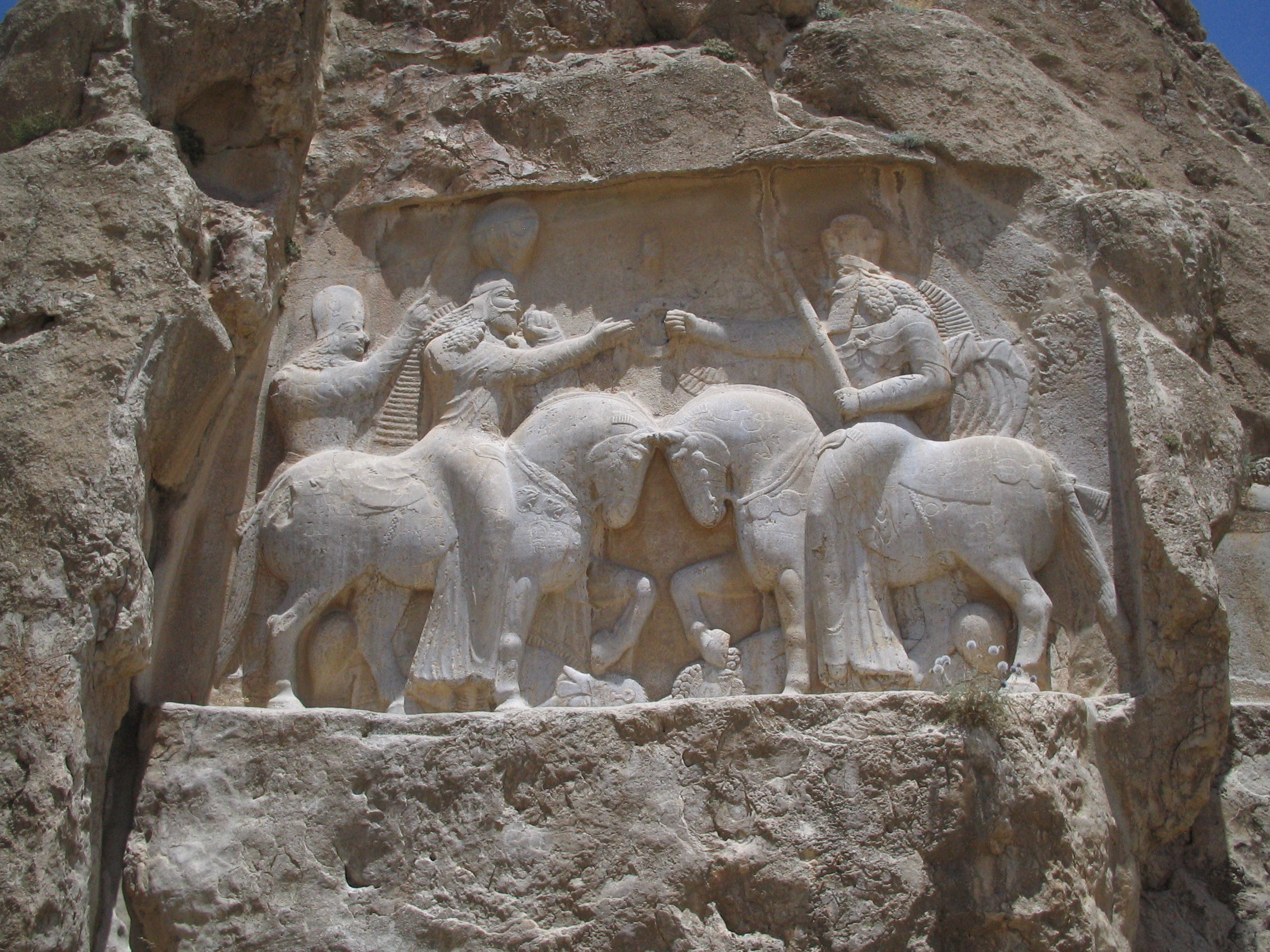
Рельеф Ардашира

На́кше-Руста́м (перс. نقش رستم ‎, Naqš-e Rostam — рисунки Рустама) — археологическая зона, расположенная в 6 км к северу от Персеполя в Иране. Административно входит в шахрестан Мервдешт провинции Фарс, недалеко от города Мервдешт. Несколько сот метров отделяют Накше-Рустам от Накше-Раджаба.
Представленные в этом комплексе объекты относятся к различным эпохам: эламской (3-е тысячелетие до н. э.), ахеменидской (550–330 до н. э.) и сасанидской (221–656). Сам комплекс расположен недалеко от Персеполиса и Истахра.
Гора Хаджи-Абад расположена в двух километрах к северу от Персеполя. На ней высечены памятники Накше-Раджаб, включающие в себя барельефы и письмена, посвященные таким героям как Ардашир I Папакан и Шапур I Сасанид. Эти барельефы являются воплощением красоты и силы правителей, одетых в богатые одежды. Более того, на изображении можно наблюдать символ Ахурамазды. Тексты, сопровождающие барельефы написаны на трёх языках: среднеперсидском, парфянском и греческом. Данные тексты являются свидетельством того, что в вышеописанную эпоху зороастризм стал играть роль доминирующей религии.
Тахте-Рустам (Трон Рустамa) или «Жемчужный трон» представляет собой каменное плато, находящееся близ Накше-Рустама, и относящееся к Ахеменидской эпохе.
Местность знаменита скальными рельефами и гробницами царей. Самые древние рельефы относятся к 1000 году до н. э.

## Гробницы царей династии Ахеменидов
Археологический комплекс Накше Рустам состоит из усыпальниц ахеменидских правителей: Ксеркса I, Дария I, Артаксеркса I, Дария II, которые встроены в южный склон горы Хаджи-Абад. Каждая из усыпальниц выполнена в виде вертикально расположенного креста.
Над каждой из гробниц находится изображение погребенного правителя, держащего в правой руке направленный в сторону священного огня и Ахурамазды. Под ногами правителя же изображались владыки покорённых Ахеменидами государств. Они были расположены в два ряда по четырнадцать человек в каждом. Всего под ногами каждого правителя было высечено 28 человек.
Вход в усыпальницы был обрамлен четырьмя колоннами, на каждой из которых была высечена статуя священной коровы. Внутри гробницы Дария I находятся девять гробниц. На внешней же части усыпальниц высечены тексты на древнеперсидском, эламском и аккадском языке.
Одна из гробниц принадлежит царю Дарию I, что установлено по надписям (522—486 до н. э.). Про остальные гробницы предполагают, что в них похоронены цари Ксеркс I (486—465 до н. э.), Артаксеркс I (465—424 до н. э.), и Дарий II (423—404 до н. э.). Пятая неоконченная гробница, по предположениям, предназначалась царю Артаксерксу III, но более вероятно — царю Дарию III (336—330 до н. э.).
Гробницы были заброшены после покорения Персии Александром Македонским.

## Древние скальные рельефы
Самый старый рельеф 1000 до н. э. был повреждён. Он изображает человека эламского происхождения.
В исламскую эпоху, когда прежние персидские цари были забыты, народная молва приписала сюжеты барельефов и сами гробницы легендарному герою Рустаму, откуда и пошло современное название некрополя — Накше-Рустам — «Рисунки (Скульптуры) Рустама».

## Сасанидские рельефы
Семь скальных рельефов посвящены царям сасанидского периода:
- Ардашир I (226—242)
- Шапур I (241—272), празднующий победу над римскими императорами Валерианом и Филиппом Арабом.
- Бахрам II (276—293) — большой рельеф и два малых рельефа
- Нарсе (293—303)
- Ормизд II (303—309)

В нижней части усыпальницы ахеменидских царей находятся изображения и тексты, посвященные сасанидским владыкам. Наиболее выдающейся представляется сцена победы Шапура I над римским императором Валерианом I. Шапур I восседает на проигравшем противнике как на лошади.
Другие сцены также изображают сасанидских правителей. Нарсе (правящий с 295 по 304 гг.) увековечен с ритуальными знаками царской власти. Рельеф, посвященный Бахраму II (правящий с 276 по 293 гг.) показывает нам картину сражения с участием самого Бахрама.
Сцена, показывающая нам Ормизда II (правил с 310 по 352 гг.) является воплощением царского пира. Шапур II (правивший с 310 по 379 гг.) и Ардашир Папакан (правивший с 226 по 242 гг.) изображены с царскими реликвиями в момент обращения к Ахурамазде. Оставшиеся барельефы являются важным воплощением религиозных верований Элама.
В северной части комплекса Накше Рустам и на вершине горы Хаджи-Абад расположены «башни огня», испещренные кубическими отверстиями, построенные в эпоху Ахеменидов. Близ каждой из башен располагается дахма. В свою очередь близ комплекса также расположены 45 мест ритуальных зороастрийских. Данная территория была названа в честь шаха Исмаила.
Исторический комплекс Накше Рустам в 1931 г. был включен в Список объектов Всемирного Наследия ЮНЕСКО Ирана.

## Куб Заратустры

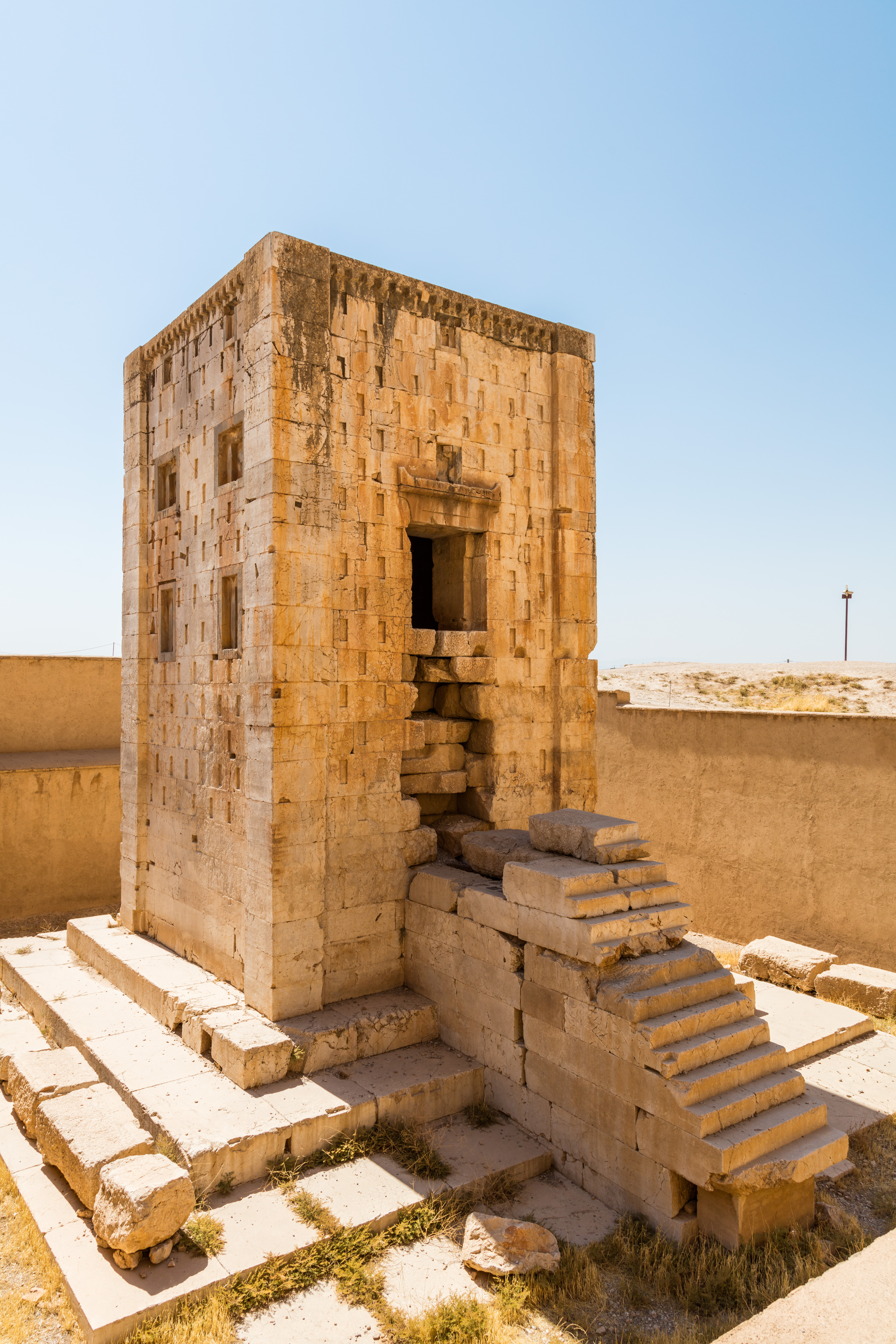
Кааба Зороастра, кубическая конструкция на переднем плане, на фоне Накше Рустам

На территории некрополя, на возвышении из трех ступеней, расположено квадратное в сечении здание, сложенное из хорошо подогнанных друг к другу плит, создающих куб, высотой двенадцать метров (большая часть из которых находится ниже современного уровня земли) с единственным внутренним помещением. Народное название этого сооружения — «Куб Заратустры» (Кааб-е Зартошт). Из научных версий наиболее распространена версия о том, что здание служило зороастрийским святилищем огня. По другой, реже упоминаемой версии, под сооружением может находиться могила Кира Великого. Однако ни одна версия не подтверждена документально.
На «Кубе Заратустры» имеются клинописные надписи, сделанные от лица Картира (одного из первых зороастрийских священников), портрет которого можно увидеть неподалёку в археологической зоне Накше-Раджаб.
Стены Каабы увенчаны текстами управленческой и религиозной тематики, в 262 г. н. э., составленными при сасанидском правителе Шапуре I и его мобеде Картире. Первоначальное предназначение сооружения не определено. С большой долей вероятности в сасанидскую эпоху это здание являлось храмовым для зороастрийцев и вмещало в себя религиозные своды религиозных текстов и Авесту.

## Панорамы

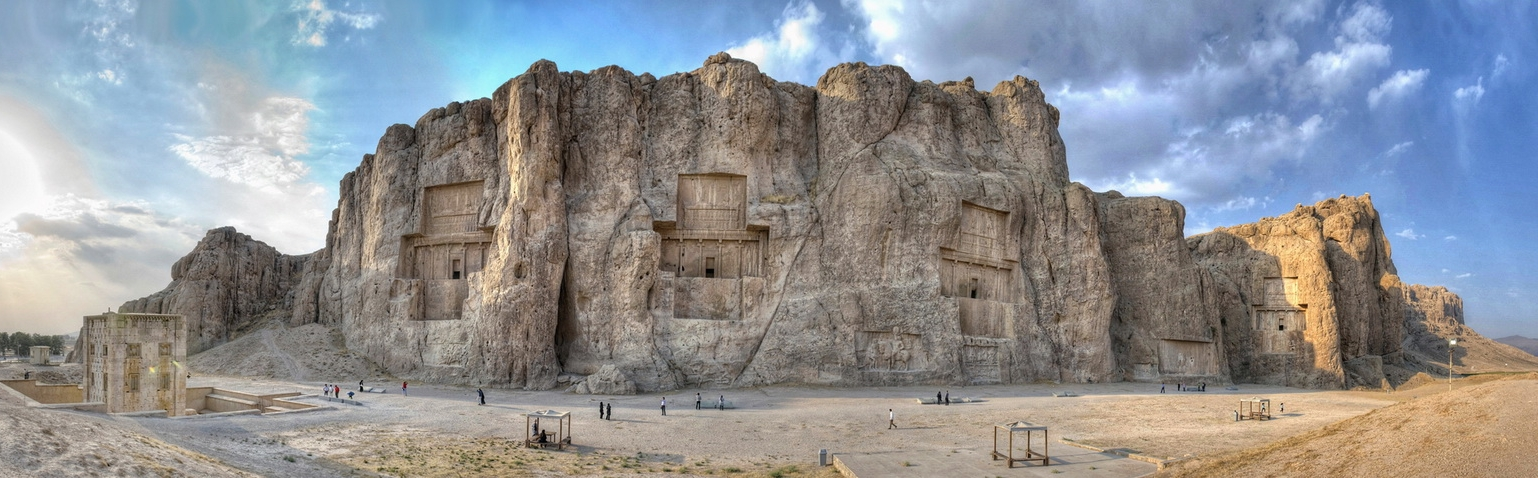
Накше-Рустам